# María Gabriela Isler
María Gabriela de Jesús Isler Morales (ur. 21 marca 1988 w Valencii) – wenezuelska modelka i prezenterka telewizyjna, Miss Universe 2013.
30 sierpnia 2012 Isler została Miss Wenezueli. Natomiast Miss Universe została wybrana 7 listopada 2013, na uroczystej gali zorganizowanej w Crocus City Hall w Krasnogorsku pod Moskwą.
Oprócz wenezuelskiego, Maria ma także szwajcarskie obywatelstwo. Przodkowie jej ojca, Johna Islera Lengemanna, pochodzili ze Szwajcarii. Wyemigrowali do Wenezueli, opuszczając Lozannę i Szafuzę.
Ma dyplom z zarządzania i marketingu.